# 鳳鳴郷 (宣漢県)
鳳鳴郷（ほうめいきょう）とは、中華人民共和国四川省達州市宣漢県にある郷である。

## 地理
- 面積:64.8㎢
- 人口:約1万4000人
- 人口密度:216人/㎢

### 行政区画
- 鳳翎社区、竜口村、中子村、石場村、仙寨村、双鳳村、達洲村。[1]

## 農業
主に米、小麦、ジャガイモ、菜種などの作物や、ヤギ、ウシ、ブタの家畜の養殖業が盛ん。